# BYE BYE
「BYE BYE」（バイ・バイ）は、2010年3月24日発売の加藤ミリヤの17枚目のシングル。

## 概要
- 清水翔太×加藤ミリヤの「FOREVER LOVE」を挟み、前作「WHY」から約4ヶ月ぶりとなるシングル。別れを歌ったナンバーである。
- CDには自分のデザインした帽子をファンにプレゼントしたいという意向から、自身が普段愛用している帽子ブランド「CA4LA」と自身が立ち上げたブランド「KAWI JAMELE」のコラボレーション製作による「ミリヤ帽」が当たる応募券が封入されている。このCDのリリースに合わせ限定で21個制作された。20個をファンへのプレゼントし、残りの1個は自らが愛用する。
- カップリングの「SENSATION」のPVでは同じ愛知県出身で、デビュー前から親交があったというケント・モリとフィーチャリングしている。
- 初回盤はCD＋DVD仕様。

## 収録曲
| 全作詞・作曲: Miliyah。 |                            |           |            |                                               |      |
| #                       | タイトル                   | 作詞      | 作曲・編曲 | 編曲                                          | 時間 |
| 1.                      | 「BYE BYE」                | Miliyah   | Miliyah    | Shinichiro Murayama, Yuichiro Gotou (Strings) | 4:46 |
| 2.                      | 「SENSATION」              | Miliyah   | Miliyah    | Shinichiro Murayama, Yuichiro Gotou (Strings) | 4:39 |
| 3.                      | 「恋が終わるその時に」     | Miliyah   | Miliyah    | Shinichiro Murayama, Yuichiro Gotou (Strings) | 4:50 |
| 4.                      | 「SENSATION -DANCE EDIT-」 | Miliyah   | Miliyah    | Shinichiro Murayama, Yuichiro Gotou (Strings) | 5:09 |
| 合計時間:               | 合計時間:                  | 合計時間: | 19:24      |                                               |      |

| #  | タイトル                                   | 作詞 | 作曲・編曲 | 監督 |
| -- | ------------------------------------------ | ---- | ---------- | ---- |
| 1. | 「SENSATION feat. Kento Mori Music Video」 |      |            |      |

## タイアップ
| 曲名    | タイアップ                                 |
| ------- | ------------------------------------------ |
| BYE BYE | TBS系「CDTV」2010年4月度オープニングテーマ |

## 収録アルバム
- HEAVEN (#1)
- M BEST (#1)